# ديفيد ستيوارت (مصور)
ديفيد ستيوارت (بالإنجليزية: David Stewart)‏ هو مصور بريطاني، ولد في 1958.